# Grenoble-Institut des neurosciences
Pour les articles homonymes, voir GIN.
Grenoble-Institut des neurosciences est un centre de recherche de l'INSERM et de l'université Grenoble Alpes installé sur la commune de La Tronche près de Grenoble. Ouvert en 2007 sur le campus santé, sa mission est d'élaborer des thérapies innovantes pour les maladies neurologiques, neuromusculaires et psychiatriques. Son emplacement à proximité du centre hospitalier universitaire Grenoble-Alpes et de l'Institute for Advanced Biosciences a été choisi afin de favoriser les interactions avec les cliniciens de ces établissements.
Depuis 2016, il dispose d'une plateforme photonique super résolution qu'il met à la disposition de la communauté scientifique. Avec 140 publications par an, il a de plus développé de nombreuses collaborations avec des centres de recherche au niveau national mais aussi à l'échelle de l'Europe et à travers le monde entier.

## Histoire
Dès la fin des années 1990, le professeur Claude Feuerstein, neurophysiologiste et directeur de l'université Joseph-Fourier  souhaite réunir les équipes grenobloises de recherche en neurosciences, jusqu'alors réparties entre polygone scientifique, domaine universitaire et CHU, en un même lieu. La première pierre du bâtiment consacré à l'étude du cerveau et de ses pathologies est posée le 12 décembre 2005. L'architecture de l'édifice, du cabinet d’architecte Dacbert et Associés, favorise les échanges et les communications entre équipes de recherche, en facilitant les rencontres tant horizontales que verticales. Le coût global de l'édifice portant le nom d'Edmond J.Safra  est de près de 16 millions d'euros.
Dix équipes de recherche sont créées sous la direction du professeur Claude Feuerstein. Les dénominations des équipes sont Physiopathologie du cytosquelette ; Neurodégénérescence et plasticité ; Canaux calciques, fonctions et pathologies ; Muscles et pathologies ; Neuroimagerie fonctionnelle et métabolique ; Rayonnement synchrotron et recherche médicale ; Nanomédecine et Cerveau ; Stress et interactions neuro-digestives ; Dynamique des réseaux synchrones épileptiques ; Dynamique des réseaux neuronaux du mouvement (responsable Marc Savasta).
Le projet reçoit le soutien en équipement de l’Inserm, de la fondation philanthropique Edmond J. Safra et d’autres personnalités privées comme Serge Kampf. Le centre de recherche Inserm Grenoble-Institut des Neurosciences est créé par l’Inserm en janvier 2007 au moment même où s'ouvre à proximité sur 2 000 m2 la pépinière Biopolis, spécialisée dans les biotechnologies,. L'institut ouvre ses portes dès le mois d'octobre 2007 et l'inauguration se déroule le 30 novembre 2007 en présence de Lily Safra.

## Description
Cet institut est composé d'environ  240 chercheurs, enseignants-chercheurs, personnels administratifs et techniques, doctorants et post-doctorants qui sont à pied d'œuvre dans les 6 000 m2 de laboratoires afin de soigner les maladies neurologiques, comme les maladies neurodégénératives (les maladies de Parkinson, d’Huntington et d'Alzheimer), les accidents vasculaires cérébraux, mais aussi les épilepsies, les tumeurs cérébrales, les maladies mentales, les myopathies ou celles liées au stress chronique.
Dans le cadre de la semaine du cerveau organisée chaque année pour sensibiliser le public au fonctionnement du cerveau, cet institut propose conférences, débats, projections, expositions et ateliers. L'institut dispose également de la pépinière d'entreprises Biopolis située à proximité, et dont les entreprises ont un lien direct dans l'étude des neurosciences comme SynapCell impliquée dans le traitement de l'épilepsie ou Pixyl spécialisée dans l'aide au diagnostic en neurologie cérébrale.
Le 9 décembre 2016, l'institut inaugure une plateforme photonique super résolution grâce, en partie, au prix « Coup d'élan » de la fondation Bettencourt Schueller remis à Frédéric Saudou, directeur de l'institut à partir d'octobre 2013.  Le microscope super résolution mis à disposition de la communauté scientifique et des industriels exploite les propriétés de la microscopie à fluorescence et peut observer des cellules jusqu'à 20 nanomètres contre 240 pour un microscope classique. La plateforme de 100 m2 fait partie du projet Green (GREnoble Excellence in Neurodegeneration) qui est l’un des sept centres français d’excellence dans le domaine des maladies neurodégénératives,. Green visant l’étude de quatre maladies principales, Alzheimer, Huntington, Parkinson et la sclérose en plaques est soutenu par l'université Grenoble-Alpes aidé de six autres institutions locales dont le centre biomédical Clinatec. 
Grenoble-Institut des neurosciences est membre de la fédération hospitalo-universitaire NeuroPsyNov visant à améliorer le traitement des maladies neurologiques et psychiatriques réfractaires mais également identifier des biomarqueurs fiables.  
En juin 2023, la direction de l'institut est confiée à Emmanuel Barbier. 

## Médiatisation des recherches
En 2012, l'institut a commencé une expérimentation par neurostimulation afin de traiter la maladie de Crohn en réduisant l'inflammation des tissus atteints du système digestif. Les résultats montrent que cette technique est une alternative intéressante pour les patients dont la maladie est modérée.
L'utilisation d'une ligne de rayons X à l'European Synchrotron Radiation Facility dédiée à la radiothérapie, permet d'irradier des zones du cerveau humain afin de détruire certaines cellules avec une précision de l'ordre d'un centième de millimètre, grâce au croisement de microfaisceaux déposant une dose de radiation suffisante au point de convergence. L'absence de lésions à proximité immédiate de la trajectoire des microfaisceaux montre une grande tolérance des tissus biologiques et intéresse l'institut des neurosciences afin de bloquer les crises d'épilepsie de patients pharmaco-résistants.
En 2016, une équipe du Grenoble-Institut des neurosciences met en évidence que la protéine huntingtine joue un rôle important au cours du développement cérébral. Elle suggère que « des anomalies seraient présentes dans le cerveau des patients atteints de la maladie de Huntington bien avant l’apparition de leurs premiers symptômes ».
En novembre 2017, le Grenoble-Institut des neurosciences associé à l’Institut de biosciences et biotechnologies de Grenoble, à l'Institute for Advanced Biosciences, à l'université Stanford à l’Institut de génétique humaine et au Centre de recherche en biologie cellulaire de Montpellier, annonce avoir identifié la tubuline carboxypeptidase (TCP), une enzyme responsable d’une transformation biochimique des microtubules cellulaires, la détyrosination. Mise en évidence en 1977, cette enzyme n'avait jamais pu être identifiée jusqu'alors. Avec la connaissance de cette transformation biochimique des microtubules (tyrosination, détyrosination), les scientifiques espèrent de nouveaux traitements contre certains cancers.